# Gmina Kotlin
Die Gmina Kotlin ist eine Landgemeinde im Powiat Jarociński der Woiwodschaft Großpolen in Polen. Ihr Sitz ist das gleichnamige Dorf (deutsch Kotlin, 1939–1943 Kottlau, 1943–1945 Kesseltal). mit etwa 3400 Einwohnern.

## Gliederung
Zur Landgemeinde (gmina wiejska) Kotlin gehören zwölf Ortsteile mit einem Schulzenamt:
| - Kotlin (Kotlin, 1939–1943 Kottlau, 1943–1945 Kesseltal) - Kurcew (Kurzdorf) - Magnuszewice (Großenhagen) - Orpiszewek (Orpingen) - Parzew (Lawau) - Racendów (Ratenau) | - Sławoszew (Neu-Lawau) - Twardów (Hartfeld) - Wilcza (Friedrichsdorf) - Wola Książęca (Willingen) - Wysogotówek - Wyszki (Wiesbach) |